# Маг (карта Таро)

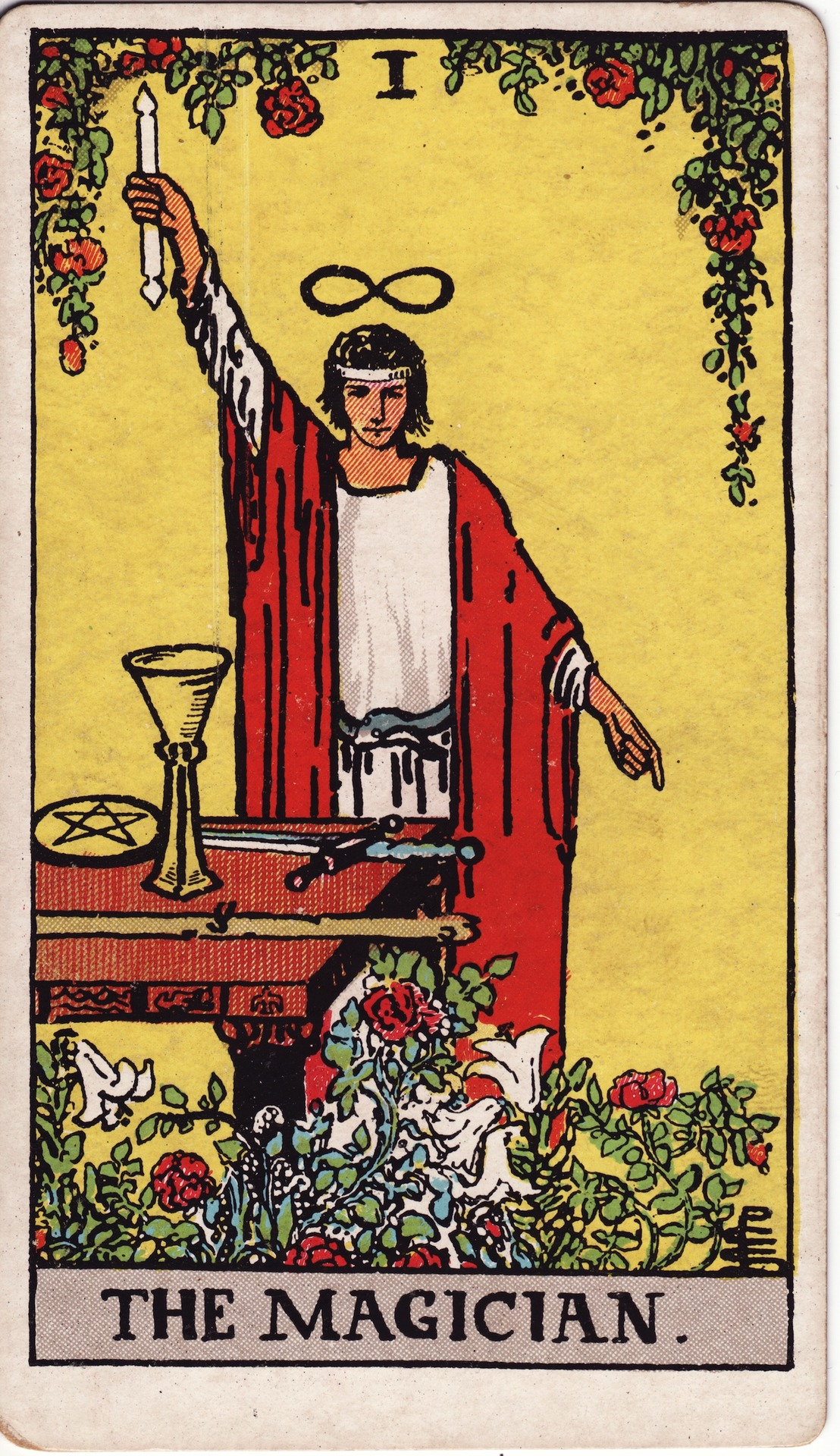
Таро Райдера — Уэйта

Маг, также фокусник, фигляр, — карта № 1 старших арканов в колоде Таро.

## Сюжет карт
На карте изображён мужчина среднего или моложавого возраста. Перед ним стол с исследовательскими принадлежностями. В колоде Райдера-Уэйта изображён маг в просторном платье с поднятой рукой, держащей магический жезл. Над его головой символ бесконечности, змея кусающая себя за хвост Уроборос, образует его пояс. У его ног цветут растения, а перед ним лежат четыре предмета (олицетворение мастей младших арканов): жезл, кубок, меч и динарий.	 
- В картах колод XVIII—XIX веков: Одежда мужчины имеет интеллигентный учёный вид, и даже вид средневекового аптекаря. На столе разложены научные алхимические приборы: сумка аптекаря для трав, ножи, чашки для смесей, кувшинчик… Одна рука может быть поднята с жезлом или чашкой. На карте Таро Ломбардии (1810) мужчина не стоит перед столом, а держит на груди ларь (торговый ящик) с товарами, привязанный на шею.

- Таро Райдера-Уэйта: Мужчина называется «маг» и имеет ярко выраженные жреческие и алхимические черты: ритуальную красную мантию, над его головой символ бесконечности, он стоит вытянувшись и вскинул правую руку с жезлом в ритуальном жесте. На столе перед мужчиной лежат 4 предмета, уже не имеющие связи с алхимией, а символизирующие 4 масти Младших арканов Таро.
- Британский писатель Мик Уолл считал, что Маг представляет собой путеводный огонь, духа-наставника для человечества и синонимичен карте Отшельника[1].

## Соответствия в классических колодах
| Колода                                                | № | Буква иврита | Символ (астрология, стихия)                            | Оригинальное название |
| ----------------------------------------------------- | - | ------------ | ------------------------------------------------------ | --------------------- |
| Марсельское Таро, Фламандское Таро Ванденборре (1780) |   |              |                                                        | Le Bateleur           |
| Таро Ломбардии (1810), Таро Карло Делло Рокка (1835)  |   |              |                                                        | il Bagattel           |
| Таро Папюса                                           | 1 | א            | Центр неба, Всё видимое и невидимое, Человек, Бог Отец |                       |
| Таро Райдера-Уэйта                                    |   |              |                                                        | The Magician          |
| Таро Тота                                             | 1 | ב            | Меркурий                                               | The Magian            |
| Египетское Таро                                       |   |              |                                                        |                       |

## В играх с картами Таро

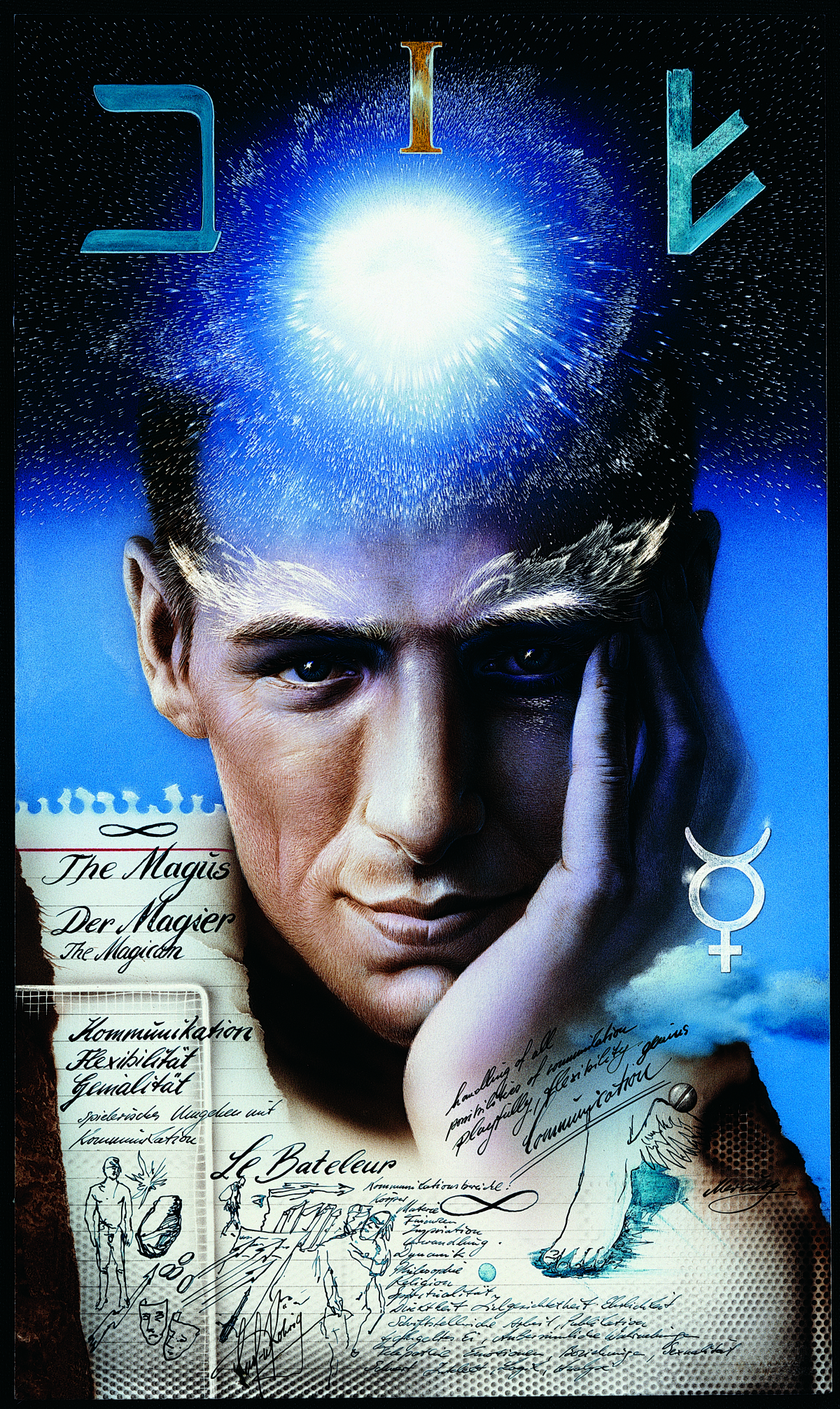
Вариант карты из Таро Рериха 1991 год

Во французском Таро карта Маг носит название Малый (фр. Petit) и является одновременно младшим козырем и «удле» (фр. oudlers) — одной из карт, снижающих количество очков для исполнения контракта. В других играх (например, тарокко) Маг, как правило, также является младшим козырем с дополнительной способностью.